# Premio letterario internazionale Nino Martoglio

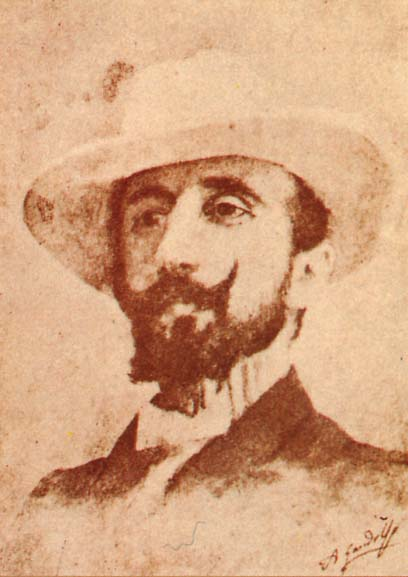
Nino Martoglio in un acquarello di Antonino Gandolfo

Il premio letterario internazionale "Nino Martoglio" è un premio letterario italiano assegnato dal 1986 ogni anno a Belpasso, in provincia di Catania e riservato a scrittori, giornalisti e artisti che mediante le loro opere diffondono cultura.

## Storia
Il premio fu ideato nel 1986, con l'obiettivo di creare un'occasione per la diffusione della cultura e la promozione della lettura e per celebrare Nino Martoglio, poeta, uomo di teatro e pioniere della cinematografia,  nato a Belpasso. Si deve all'iniziativa del locale circolo culturale "Athena".
La sua prima edizione si ebbe nel 1987, 65º anniversario della scomparsa di Nino Martoglio e fu organizzata da Sarah Zappulla Muscarà, docente di letteratura italiana all'Università di Catania e da Enzo Zappulla, presidente dell'Istituto di storia dello spettacolo siciliano.

## Caratteristiche
Il premio ha frequenza annuale e si articola in varie sezioni: ("Letteratura", "Letteratura per ragazzi", "Giornalismo" e "Athena", con la successiva aggiunta della sezione "Martoglio internazionale",  di quella "Editoria" e di quella "Opera prima", creata per valorizzare nuovi talenti.
L'organizzazione del premio mantiene una funzione di osservatorio culturale permanente. 
Sono presenti manifestazioni collaterali (mostre, convegni, concorsi, incontri letterari), degli interventi di spettacolo.

## Albo d'oro

### Letteratura
- 1987: Ghigo De Chiara
- 1988: Melo Freni
- 1989: Giuseppe Bonaviri
- 1990: Gesualdo Bufalino
- 1991: Giuseppe Giarrizzo
- 1992: Sergio Campailla
- 1993: Enzo Lauretta
- 1994: Vitilio Masiello
- 1995: Luciana Martinelli
- 1996: Nino Borsellino
- 1997: Giorgio Luti
- 1998: Andrea Camilleri
- 1999: Vincenzo Consolo
- 2000: Vicente González Martín
- 2001: Silvana La Spina
- 2002: Enrico Ghidetti
- 2003: Silvana Grasso
- 2004: Paolo Di Stefano
- 2005: Raffaele Nigro
- 2006: Annamaria Andreoli
- 2007: Gianrico Carofiglio
- 2008: Pietrangelo Buttafuoco
- 2009: Gaetano Savatteri
- 2010: Vittorio Sgarbi
- 2011: Simonetta Agnello Hornby
- 2012: Roberto Alajmo
- 2013: Simona Lo Iacono
- 2014: Armando Massarenti
- 2015: Giuseppina Torregrossa[1]
- 2016: Moni Ovadia[2]
- 2017: Gabriele Pedullà[2]
- 2018: Alba Donati
- 2019: Nadia Terranova
- 2021: Roberto Andò
- 2022: Giovanna Giordano[3]
- 2024: Felice Cavallaro

### Opera prima
- 2006: Massimo Maugeri
- 2007: Catena Fiorello
- 2008: Elvira Seminara
- 2009: Domenico Trischitta
- 2010: Anna Maria Sciascia
- 2011: Francesca Lancini
- 2012: Licia Aresco Sciuto
- 2013: Leonardo Lodato
- 2014: Giuseppe Sgarbi
- 2015: Pietro Melati e Francesco Vitale[1]
- 2016:
- 2017:
- 2018:
- 2019: Andrea Cassisi e Lorena Scimè

### Editoria
- 2005: Mario Ciancio Sanfilippo per la Domenico Sanfilippo Editore
- 2006: Casa Editrice Sciascia
- 2007: Casa Editrice Maimone
- 2008: Arnaldo Lombardi Editori
- 2009: Novecento Editori
- 2010: non assegnato
- 2011: Libreria Editrice Vaticana
- 2012: "Corriere della Sera", "La Lettura"
- 2013: Associazione Siciliani Editori
- 2014: non assegnato
- 2015: Il Girasole Edizioni[1]
- 2016: Lettera Ventidue Edizioni[2]

### Martoglio europeo
- 2009: Dominique Budor
- 2010: Joan de Sagarra

### Giornalismo
- 1992: Fabrizio Del Noce
- 1993: Piero Badaloni
- 1994: Domenico Tempio
- 1995: Roselina Salemi
- 1996: Matteo Collura
- 1997: Michele Cucuzza
- 1998: Piero Isgrò
- 1999: Paolo Mauri
- 2000: Marcello Sorgi
- 2001: Paolo Mieli
- 2002: Candido Cannavò
- 2003: Massimo Gramellini
- 2004: Alfio Caruso
- 2005: Daniela Padoan
- 2006: Maria Latella
- 2007: Giuseppe Casarrubea
- 2008: Sebastiano Grasso
- 2009: Francesco Merlo
- 2010: Attilio Bolzoni
- 2011: Giuseppe Testa
- 2012: Antonio Troiano
- 2013: Giuseppe Di Fazio
- 2014: Mario Di Caro
- 2015: Virman Cusenza[1]
- 2016: Giordano Bruno Ventavoli[2]
- 2017: Sabina Minardi[2]
- 2018: Loretta Cavaricci e Elena Anticoli De Curtis
- 2019:
- 2020:
- 2021:
- 2022: Antonello Piraneo

### "Athena"
- 1988: Nino Milazzo
- 1989: "Tuttolibri"
- 1990: "Mercurio: supplemento settimanale di lettere, arti e scienze" a La Repubblica, dir. Nello Ajello
- 1991: Pippo Baudo
- 1992: Pino Caruso
- 1993: Leo Gullotta
- 1994: Pippo Caruso
- 1995: Lydia Alfonsi
- 1996: Aurelio Grimaldi
- 1997: Katia Ricciarelli
- 1998: Pino Micol
- 1999: Marella Ferrera
- 2000: Giuseppe Leone
- 2001: Maurizio Scaparro
- 2002: Roberta Torre
- 2003: Ida Carrara
- 2004: Carmen Consoli
- 2005: Mariella Lo Giudice
- 2006: Francesco Contrafatto
- 2007: Francesco Cafiso
- 2008: Tuccio Musumeci
- 2009: Pippo Pattavina
- 2010: Guglielmo Ferro
- 2011: Guja Jelo
- 2012: Vincenzo Pirrotta
- 2013: Marcello Perracchio
- 2014: Luigi Lo Cascio
- 2015: Mario Incudine[1]
- 2016: Mariano Rigillo e Anna Teresa Rossini[2]
- 2017: Gino Astorina
- 2018: Manuela Ventura
- 2019: Ileana Rigano
- 2021: Francesca Ferro
- 2022: Giuseppe Condorelli

### Martoglio internazionale
- 2013: Alessandro Castro
- 2014: Daniela Ilieva
- 2016: Alice Flemrova[2]

### Letteratura per ragazzi
- 1987: Agata Reitano Barbagallo
- 1988: Pier Mario Fasanotti
- 1989: Francesca Lazzarato
- 1990: Maria Corti
- 1991: Renzino Barbera
- 1992: Gina Basso
- 1993: Cristina Cappa Legora
- 1994: Mario Andreose
- 1995: Silver (Guido Silvestri)
- 1996: Patrizia Rossi
- 1997: Roberto Piumini
- 1998: Mario Gomboli
- 1999: Roberto Denti
- 2000: Nico Orengo
- 2001: Sceneggiato televisivo Cuore
- 2002: Mino Milani
- 2003: Michael Aichmayr
- 2004: Don Gino Rigoldi
- 2005: Alberto Asor Rosa
- 2006: Beatrice Masini
- 2007: Elisabetta Lodoli
- 2008: Maria Attanasio
- 2009: Ornella Della Libera
- 2010: Effatà Editrice
- 2011: Marida Lombardo Pijola
- 2012: Comune di Schwanenstadt
- 2013: Viviana Mazza
- 2014: non assegnato
- 2015: Paolo Di Paolo[1]

### Letteratura umoristica
- 2015: Gene Gnocchi[1]

### Premio Speciale del Ventennale
- 2006: Elisabetta Sgarbi

### Premio Speciale del Venticinquennale
- 2011: Pucci Giuffrida

### Premio Speciale del Trentennio
- 2016: Donatella Palermo[2]

### Premio speciale
- 1995: Giuseppe Quatriglio, Turi Vasile
- 1996: Turi Ferro
- 2000: Tony Zermo
- 2003: Salvatore Scalia
- 2013: Corrado Bonfanti
- 2014: Oliviero Beha

### Menzione d'onore
- 1987: Nello Pappalardo
- 1988: Iosina Fatuzzo Pappalardo
- 1989: Giuseppe Spampinato
- 1990: Luciano Mirone
- 1991: Lucio Sciacca
- 1992: Luciano Signorello
- 1993: Placido Petino
- 1998: Arcangelo Signorello
- 2004: Maria Calvagno

### Premio musica
- 2012: Gabriele Denaro

### Premio per il teatro
- 2017: Giuseppe Pambieri "150º anniversario della nascita di Pirandello"[2]

### Premio Poesia
- 2017: Tommaso Romano[2]

### Premio Saggistica
- 2017: Cristina Battocletti[2]
- 2019: Massimo Onofri
- 2021: Gandolfo Cascio
- 2022: Paolo Di Paolo

### Premio giuria
- 2016: Gian Paolo Cugno[2]